# Elezioni presidenziali in Indonesia del 2009
Le elezioni presidenziali in Indonesia del 2009 si tennero l'8 luglio.

## Risultati
| Candidati                | Partiti | Voti        | %     |
| ------------------------ | --- | ----------- | ----- |
| Susilo Bambang Yudhoyono | - Partito Democratico - Partito della Giustizia Prospera - Partito del Mandato Nazionale - Partito dello Sviluppo Unito - Partito del Risveglio Nazionale | 73 874 562  | 60,80 |
| Megawati Sukarnoputri    | - Partito Democratico Indonesiano di Lotta - Partito del Movimento della Grande Indonesia                                                                 | 32 548 105  | 26,79 |
| Jusuf Kalla              | - Partito dei Gruppi Funzionali - Partito della Coscienza del Popolo                                                                                      | 15 081 814  | 12,41 |
| Totale                   | Totale | 121 504 481 | 100   |